# Ernst Ruh
Ernst Alfred Ruh (* 23. Februar 1936) ist ein Schweizer Mathematiker.
Ernst Ruh absolvierte 1964 bei Nomizu Katsumi mit der These On the Automorphism Groups of a G-structure ein PhD-Studium an der Brown University, einer Ivy-League-Universität in Providence, der Hauptstadt des US-Bundesstaates Rhode Island. Er war Mathematikprofessor an der Ohio State University, eine der grössten Universitäten der USA, und Professor für Mathematik an der Universität Basel (1987/89). 1990 wurde Ernst Ruh ordentlicher Professor für Mathematik an der Universität Freiburg (Schweiz); er trat die Nachfolge von Josef Schmid an. 2006 wurde er emeritiert.
Schwerpunkt seiner Forschung ist die Differentialgeometrie. Nach ihm benannt ist der Satz von Gromow-Ruh, dem zufolge jede fast flache Mannigfaltigkeit eine Infranilmannigfaltigkeit ist.
Er ist Fellow der American Mathematical Society.